# Borka
Borka je odumřelá, povrchová vrstva druhotně ztloustlého stonku (kmene) nebo kořene, je tvořena odumřelými buňkami. Bývá často nesprávně označovaná jako kůra. Má ochrannou funkci.

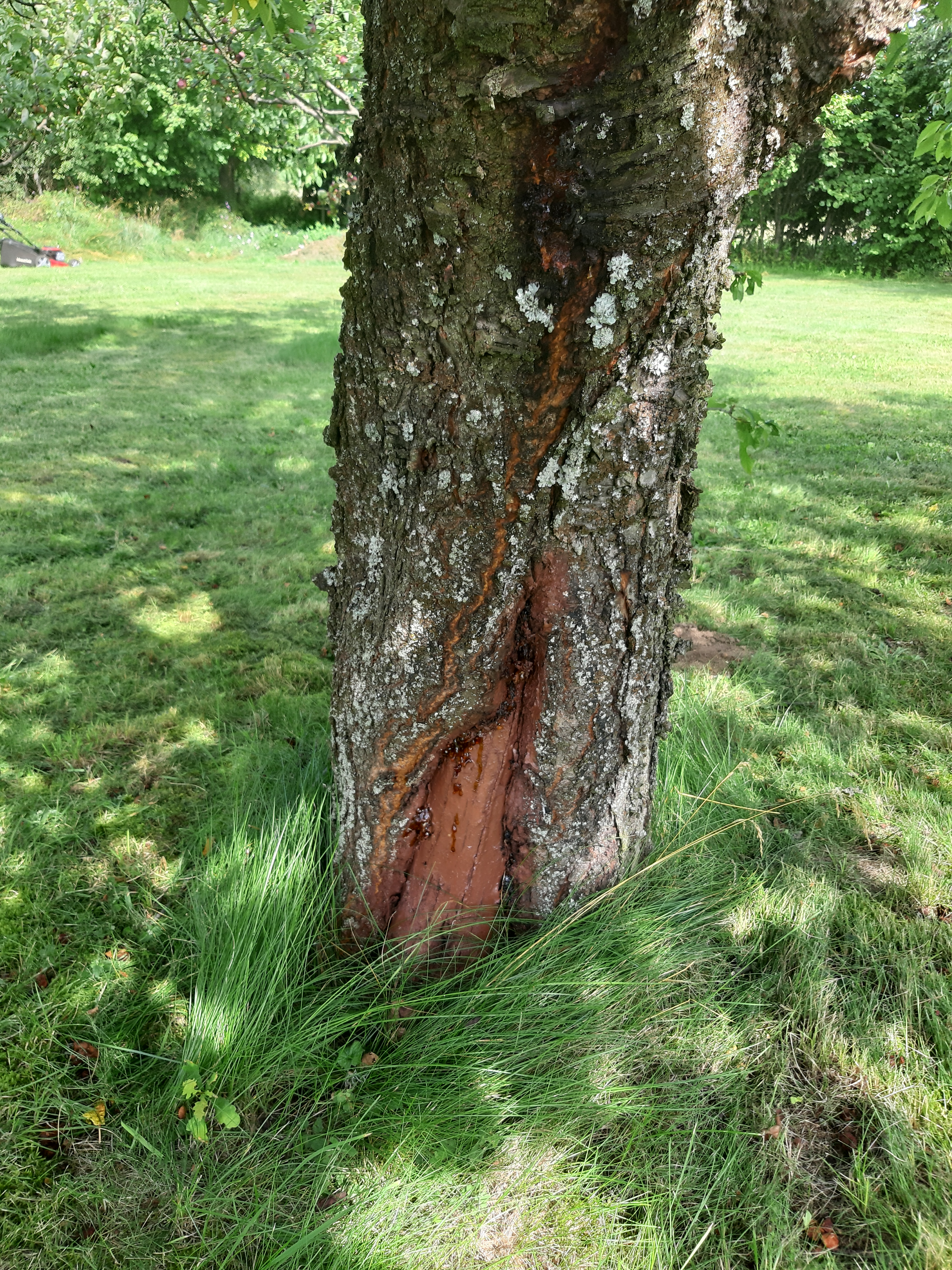
Poškozená borka třešně u země zatřená barvou; výše byl strom schopen borku obnovit

Některé druhy dřevin mají borku rozbrázděnou a tlustou několik centimetrů (dub), jiné tenkou a odlupující se či hladkou borku bez rýh (buk).
Borka některých rostlin má léčivé účinky, např. dubová.

## Vznik
Kmen dřevin druhotně tloustne díky dělivému pletivu kambiu a borka na povrchu kmene praská. K její obnově slouží dělivé pletivo felogén. Ten se nachází mezi lýkem (floémem) a borkou. Směrem ke středu kmene produkuje buňky felodermu, které obsahují chloroplasty. Směrem ven produkuje korek (felém). Nově vzniklé buňky brání přístupu živin ke starším (blíže povrchu), a ty proto odumírají.

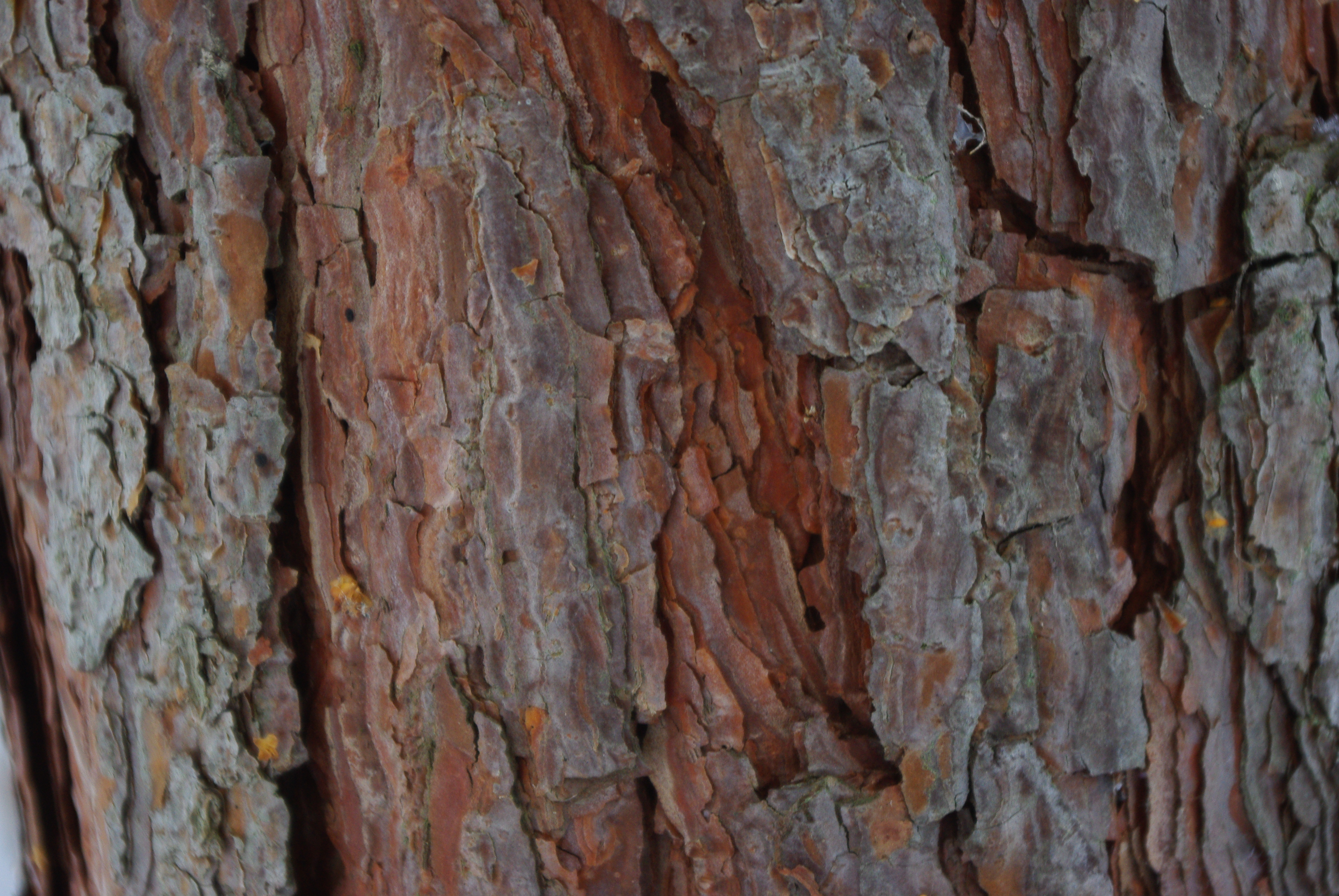
Borka borovice lesní (Pinus sylvestris)
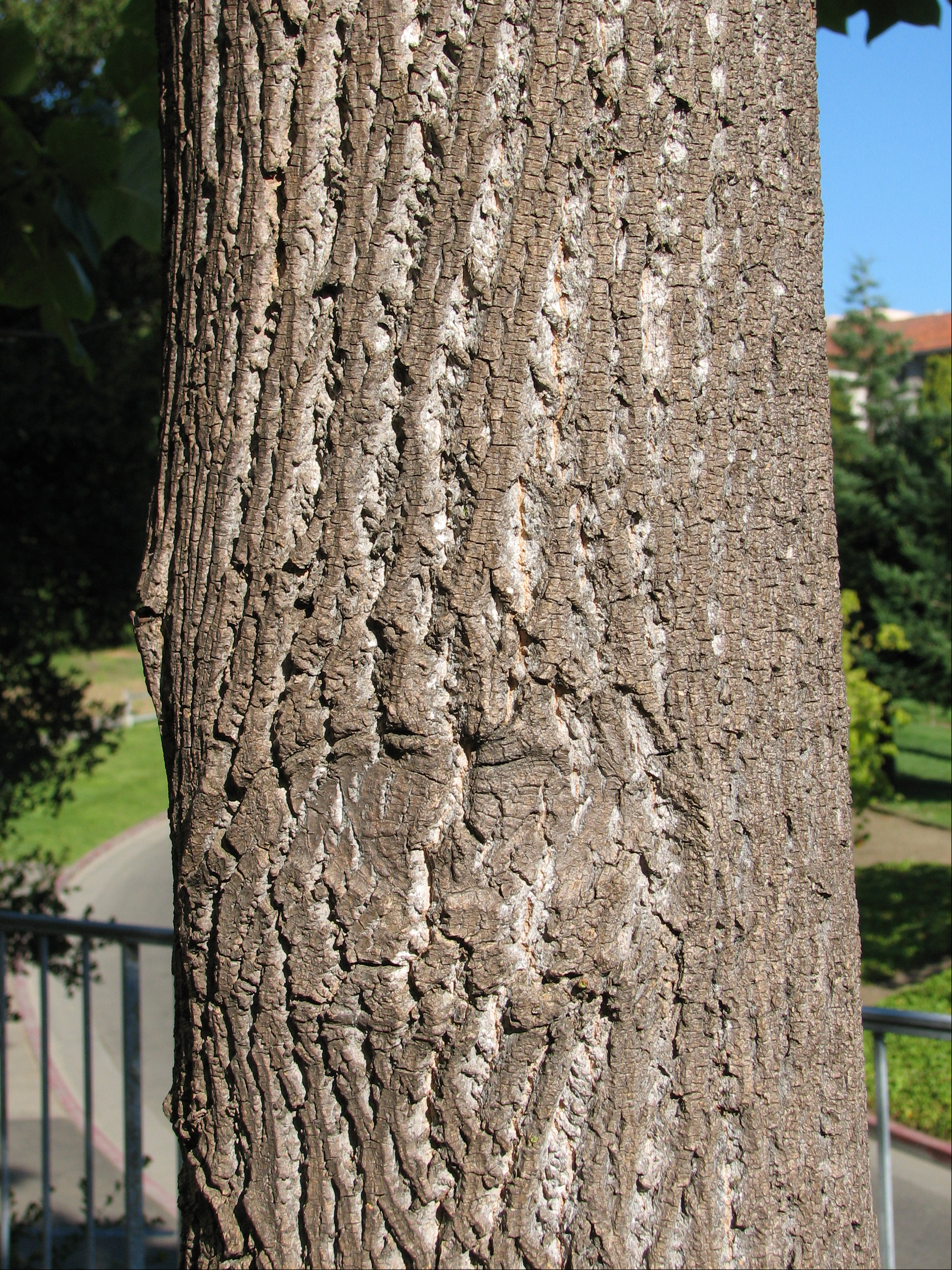
Borka liliovníku tulipánokvětého (Liriodendron tulipifera)
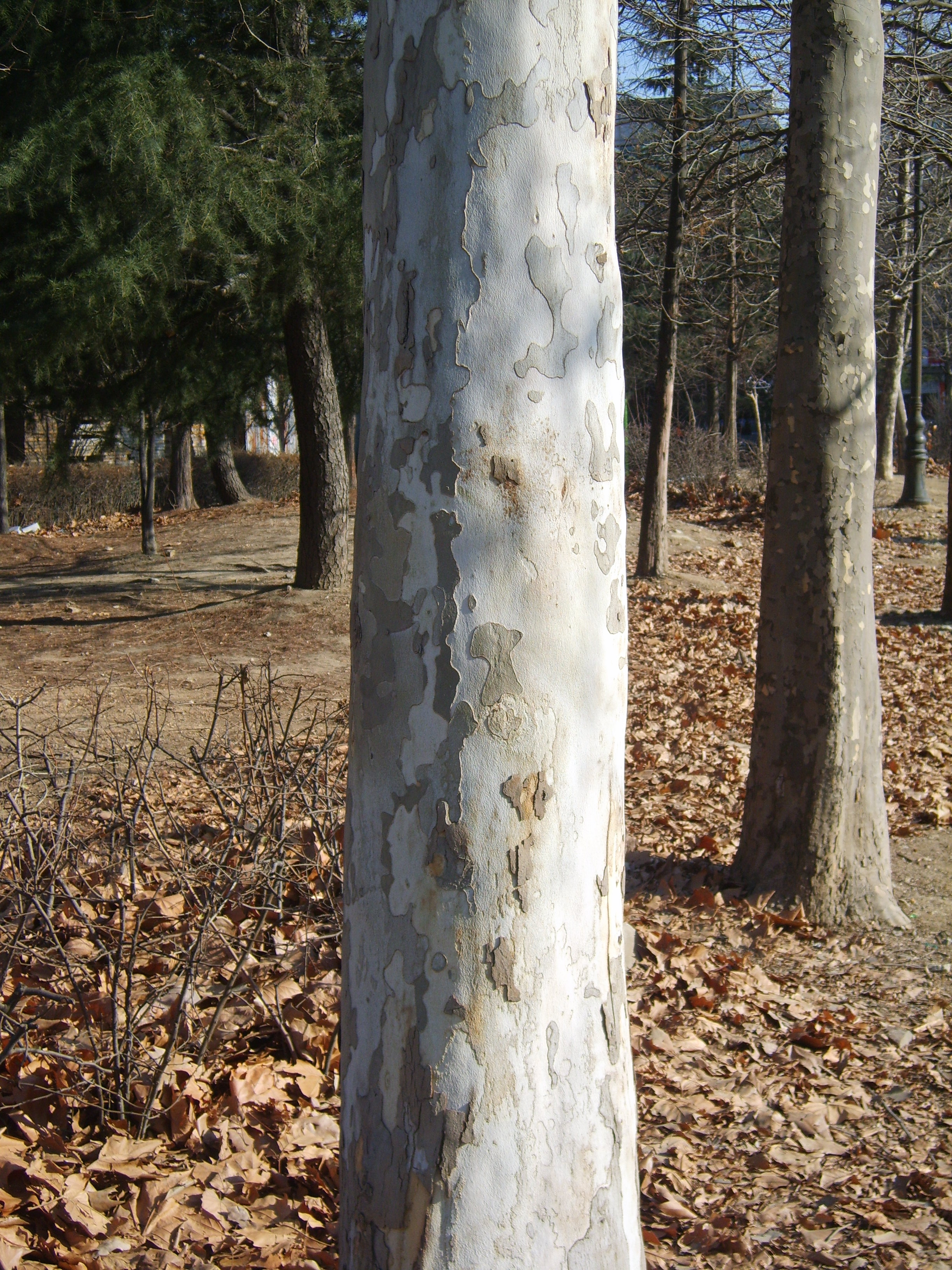
Platan (Platanus) má různobarevnou hladkou borku
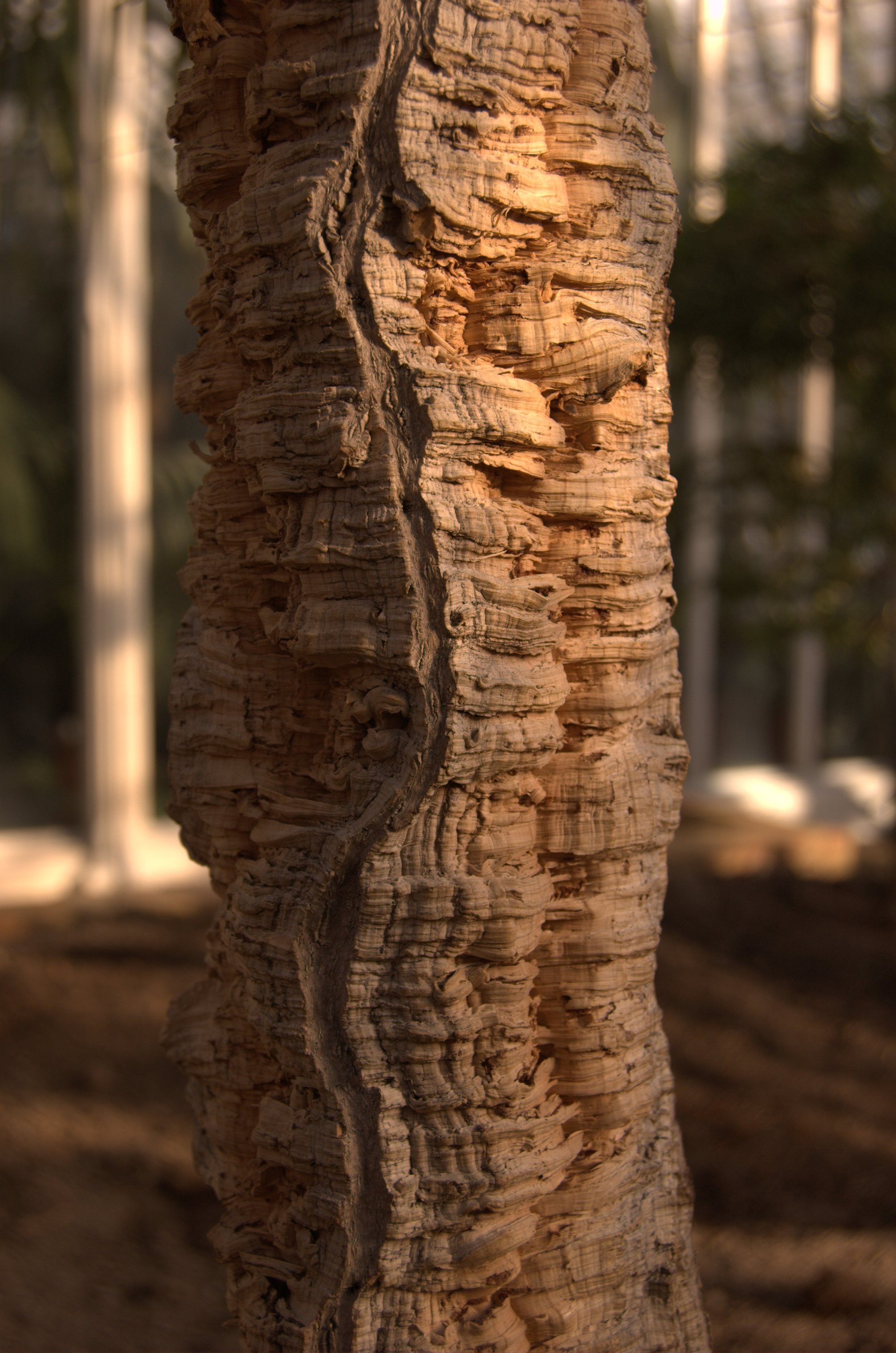
Borka dubu korkového (Quercus suber)